# Taliana Vargas
Taliana María Vargas Carrillo (Santa Marta, 20 de dezembro de 1987) é uma modelo e Miss Colômbia que participou do Miss Universo 2008, onde ficou em 2º lugar.
Ela foi a quarta miss de seu país a ficar em segundo lugar neste concurso, depois das candidatas de 1992, 1993 e 1994.

## Biografia

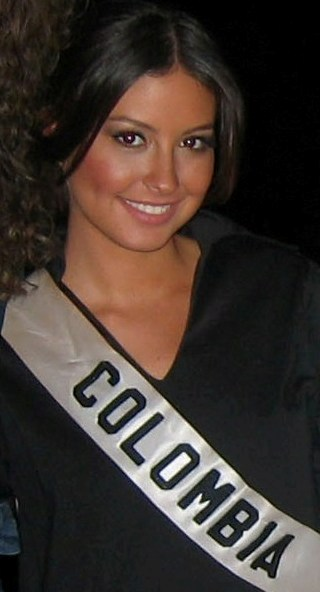
Taliana durante o Miss Universo

Taliana é modelo, atriz, apresentadora e ativista social. Em 2011 estudou atuação no The Lee Strasberg Theatre em Nova Iorque.
É casada desde 2015 e tem uma filha nascida em fevereiro de 2019.

## Participação em concursos de beleza

### Miss Colômbia
Taliana representou Magdalena no Concurso Nacional de Belleza, onde ganhou o título de Señorita Colombia 2007-2008. Ela também levou os prêmios de Senhorita Elegânia, Melhor Corpo, Rainha da Polícia e Rosto Jolie.

### Miss Universo 2008
No concurso realizado em 14 de julho de 2008 em Nha Trang, Vietnã, Taliana ficou em segundo lugar, perdendo a coroa para a venezuelana Dayana Mendoza.

## Vida pós-concursos

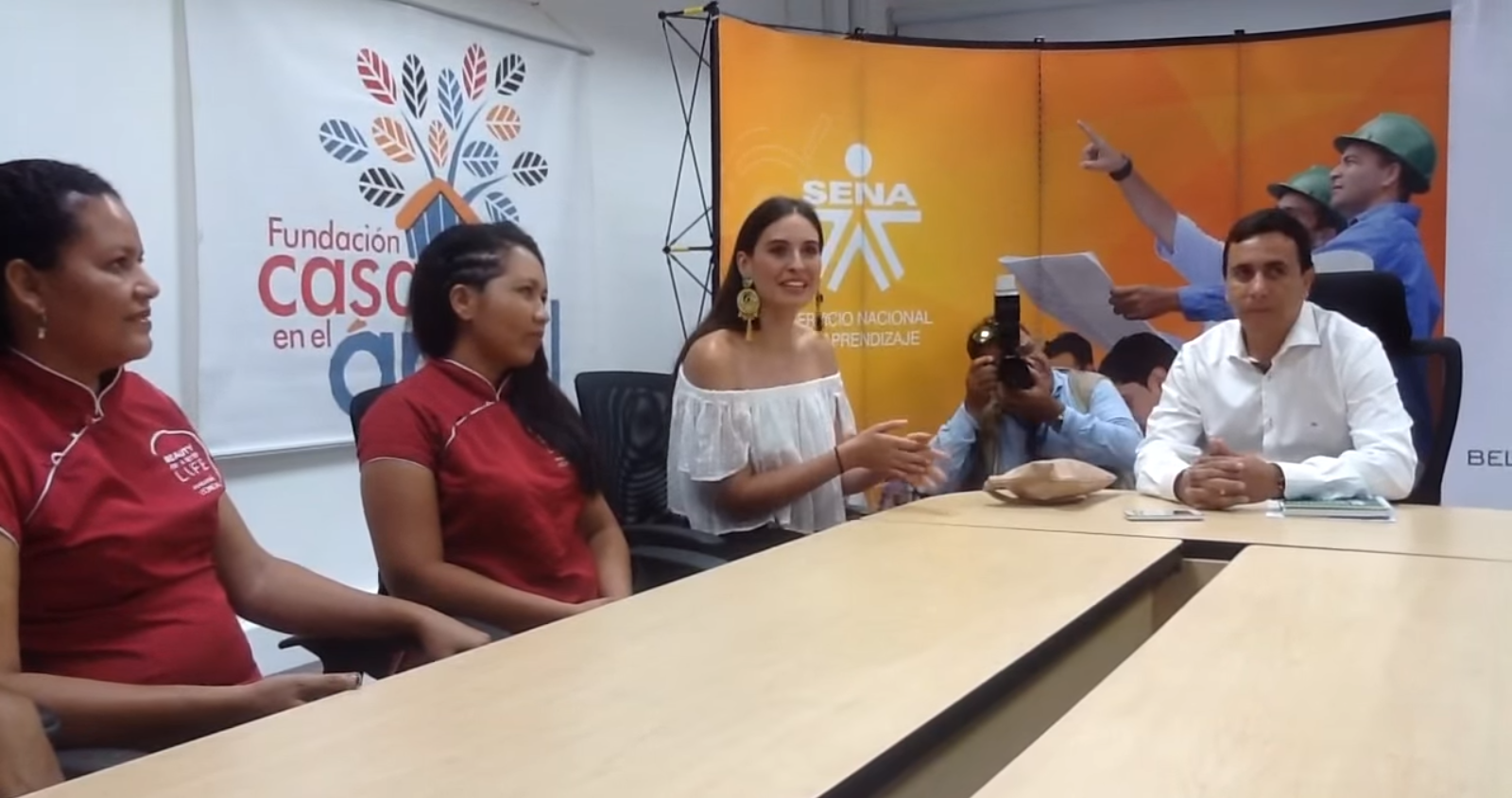
Taliana (de branco) em reunião de sua fundação

### Carreira como modelo e atriz
Após entregar sua coroa de Miss Colômbia, Taliana continuou trabalhando como modelo em seu país, tendo feito campanhas para marcas como L'Oréal e Nestlé. Ela também é atriz e atuou na novela Chepe Fortuna em 2011-2012 e na terceira temporada da série Narcos. Sobre sua carreira de atriz, ela disse que seu objetivo não era a fama, mas o crescimento pessoal.

### Filantropia
Ela é ativista social, fundadora e presidente da ONG "Fundación Casa En Árbol".

### Família
Em agosto de 2015 casou-se com o político Alejandro Éder Garcés. O casal tem uma filha nascida em fevereiro de 2019.
Em dezembro de 2019, ela anunciou que esperava seu segundo filho, cujo nome revelou depois, seria Antônio.  "Em dezembro, senti febre, dor nos ossos e vômitos. Depois de uma almoço em família, pedi que meu marido me levasse ao hospital. Havia um vírus em Cali naquela época e achei que o tivesse pegado. No hospital, depois de fazer um exame de sangue, 5 enfermeiras vieram me ver sorrindo e dizendo que eu não podia tomar antibióticos porque estava grávida. Ficamos sem palavras", revelou ao Canal RCN em abril de 2020.

### Saúde
Em dezembro de 2017 ela anunciou que sofria de Hiportiroidismo Grave.

## Galeria de fotos

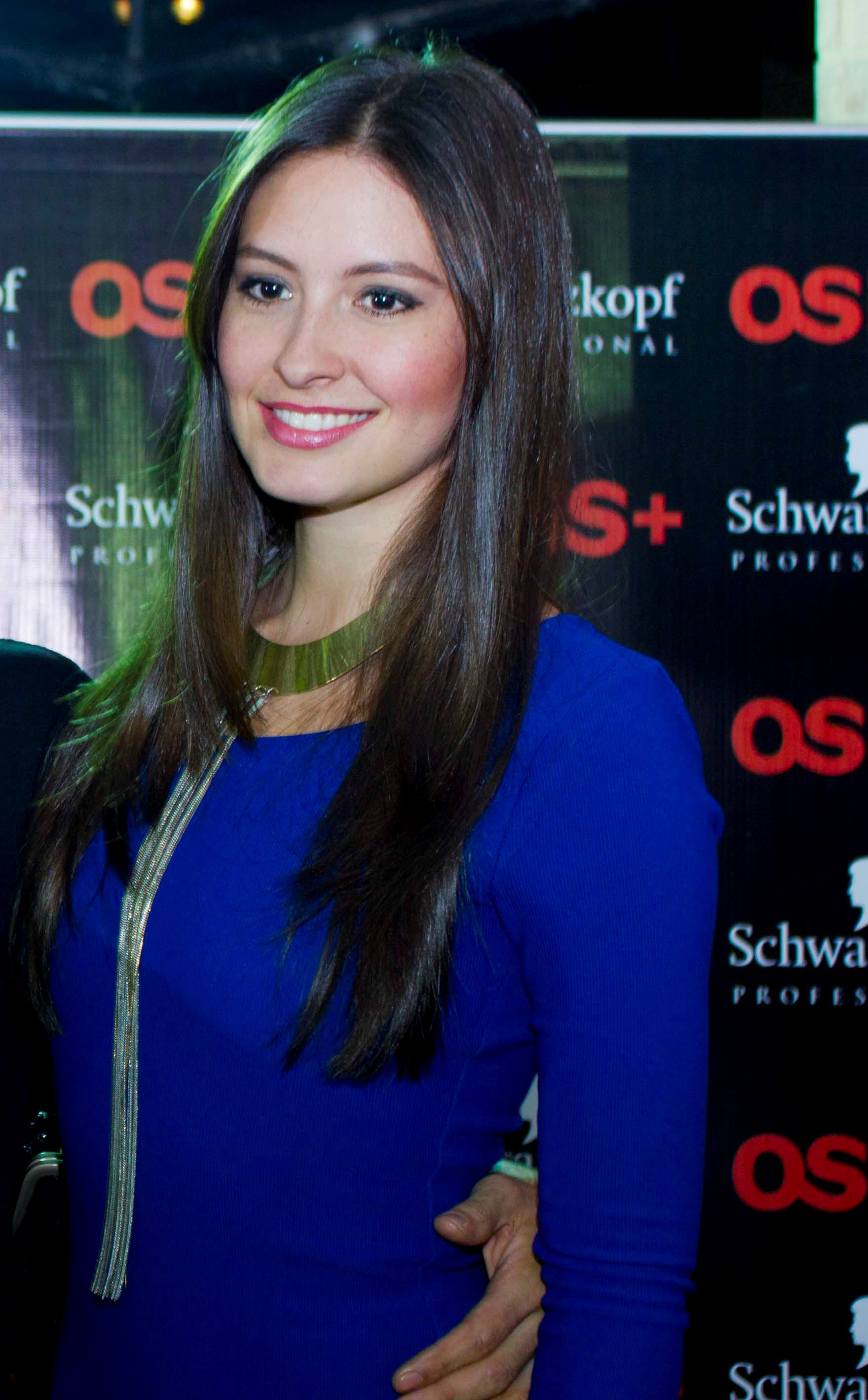
Taliana em 2011
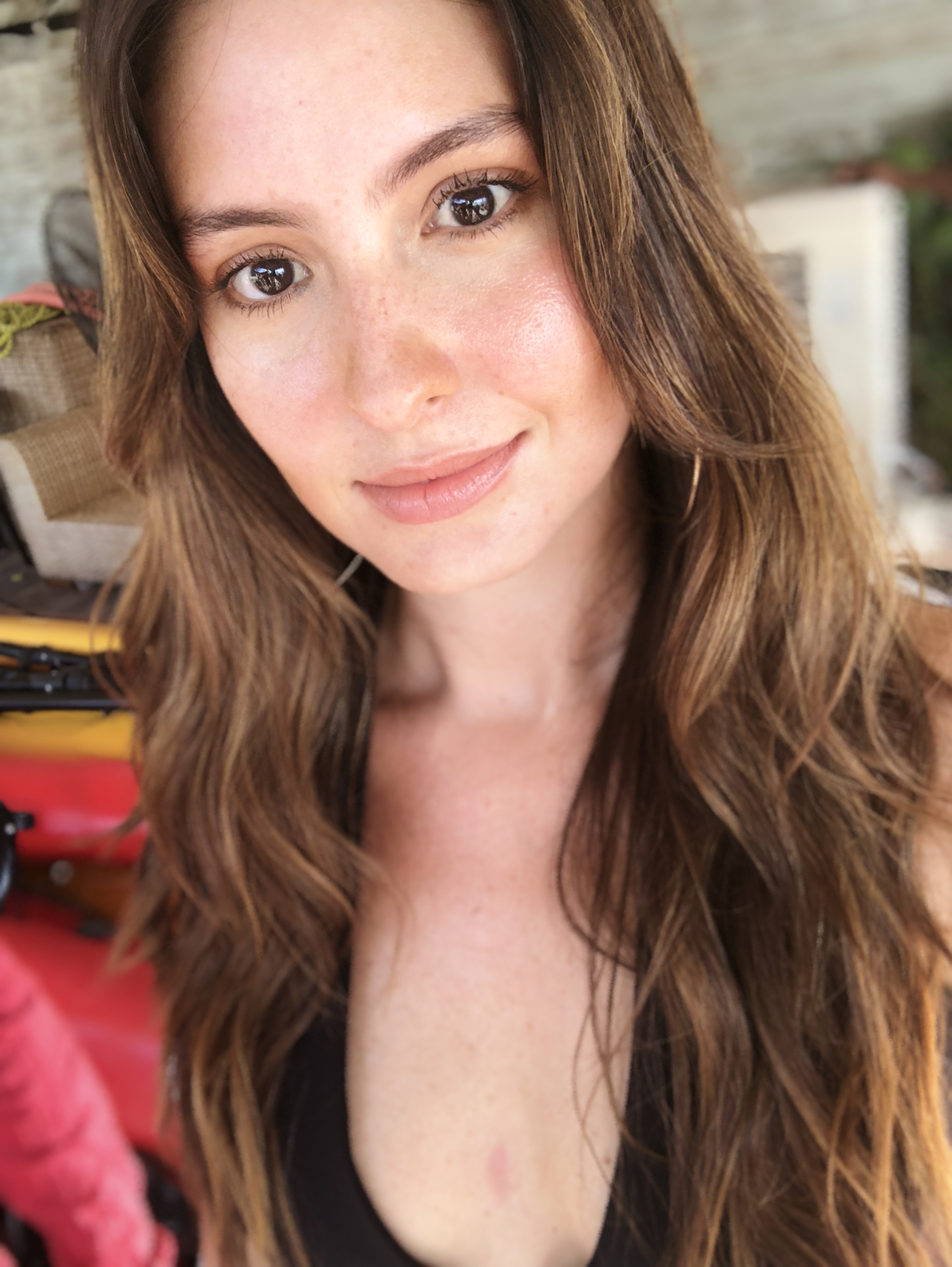
Taliana em 2018